# 모리시타 요시코
모리시타 요시코(일본어: 森下佳子, 1971년 1월 24일 ~ )는 일본의 극작가이다. 오사카부 다카쓰키시 출신으로, 도쿄 대학 문학부 종교학과를 졸업하였다. 학창시절에 연극 써클에서 여배우를 경험하였다. 극단 “판파라파라리니”에서 연출·각본을 담당하였다. OL일을 함과 동시에 시나리오 센터에서 공부해 플롯 라이터로서 데뷔했다. 2004년 여름에는 TBS 드라마 《세상의 중심에서 사랑을 외치다》로 잡지 《더 텔레비전》의 드라마 아카데미상 각본상을 수상했다. 근래에는 TBS의 프로듀서 이시마루 아키히코와 함께 일하는 경우가 잦다.

## 작품

### 텔레비전 드라마
- 2021년 : 《천국과 지옥: 사이코 두 사람》
- 2018년 : 《의붓엄마와 딸의 블루스》
- 2017년 : 《여자 성주 나오토라》
- 2016년 : 《나를 보내지마》
- 2013년 : 《잘 먹었습니다》
- 2009년 : 《타임슬립 닥터 진》
- 2009년 : 《미스터 브레인》
- 2008년 : 《사사키 부부의 인의 없는 싸움》
- 2006년 : 《백야행》
- 2005년 : 《루리의 섬》
- 2004년 : 《비보다 안타깝게》
- 2004년 : 《세상의 중심에서 사랑을 외치다》 특별편 ~17년만의 졸업~
- 2004년 : 《세상의 중심에서 사랑을 외치다》
- 2002년 : 《도쿄의 마당 있는 단독주택》
- 2002년 : 《속 헤이세이 부부찻잔》 (메오토챠왕)
- 2001년 : 《너의 유키치가 울고 있다》
- 2000년 : 《헤이세이 부부찻잔》 (메오토챠왕)

### 영화
- 《플라토닉 섹스》 (2001)
- 《붕대 클럽》 (2007)
- 《여기는 카츠시카구 카메아리 공원앞 파출소 더 무비: 카치도키 다리를 봉쇄하라!》 (2011)
- 《하나이쿠사》 (2017)
- 《대하로의 길》 (2017)